# Épieds, Eure
Épieds är en kommun i departementet Eure i regionen Normandie i norra Frankrike. Kommunen ligger i kantonen Saint-André-de-l'Eure som tillhör arrondissementet Évreux. År 2022 hade Épieds 353 invånare.

## Befolkningsutveckling
Antalet invånare i kommunen Épieds
Referens:INSEE